# Gorham Dummer Abbott
Gorham Dummer Abbott (* 3. September 1807 in Hallowell, Maine; † 3. August 1874 in Natick, Massachusetts) war ein amerikanischer Pfarrer, Erzieher und Autor.

## Leben
Gorham Dummer Abbott wurde 1807 als Sohn von Jacob und Betsey Abbott geboren. 1826 absolvierte er das Bowdoin College und besuchte später das Andover Theological Seminary. Ab 1831, zusammen mit seinem Bruder Jacob Abbott, führte er die Mount Vernon School für Mädchen in Boston. Jedoch verließ er die Schule im Jahre 1833 und heiratete Rebecca S. Leach am 11. Februar 1834.
Er wurde 1837 in der Presbyterianischen Kirche zum Pfarrer ernannt und diente von 1837 bis 1841 als Pfarrer der Presbyterianischen Kirche von New Rochelle im Bundesstaat New York. Ab 1841 diente er mit der literarischen Abteilung der American Tract Society. Er diente der Abteilung bis 1843, als er nach New York City zog, um eine neue Mädchenschule zu gründen. Er nahm 40 der Studenten aus dieser Schule mit an das von ihm neugegründete Spingler Institute für Mädchen in New York City, welches seit 1870 bedeutende Stiftungen von Amerikanern und Europäern erhielt. Des Weiteren hatte Abbott auch einen bedeutenden Einfluss auf Matthew Vassar in der Frage der Bildung von Frauen. 1870 zog er sich nach Natick in Massachusetts zurück, wo er 1874 schließlich starb.